# Планина-при-Церкнем
Планина-при-Церкнем (словен. Planina pri Cerknem) — село в горах на схід від Церкно, Регіон Горішка, Словенія. Висота над рівнем моря: 600.9 м. 